# Cédric Bidart
Pour les articles homonymes, voir Bidart (homonymie).
Cédric Bidart, dit « Xaxi », né le 14 septembre 1988 à Biarritz, est un joueur franco-espagnol de rink hockey évoluant au poste de défenseur au Biarritz olympique.

## Carrière en club
Cédric Bidart commence le rink hockey à l'âge de 6 ans au poste de défenseur. Il évolue dans toutes les équipes de jeunes avant de faire ses débuts en équipe première en 2004. Après cinq saisons au plus haut niveau, il quitte le club pour raisons professionnelles. 
Après un intermède au Sport athlétique mérignacais RH, il retrouve son club formateur à l'âge de 31 ans pour la saison 2019-2020. 
Son frère Stéphane joue également au Biarritz olympique au début des années 2010 et son père Alain est dirigeant du BORH.

## Palmarès
En 2009, il devient champion de France de Nationale 2 avec le BORH, permettant au club de retrouver l’élite après quinze saisons en deuxième division. Il inscrit un but en finale dans le match retour face à Roubaix (victoire 9 à 2),.